# یارمحمدخان افشار
یارمحمدخان افشار ملقب به سردار سعید و پس از فوت پدر ملقب به سردار کل (زاده ۱۲۵۹ ه. خ - درگذشته ۱۳۱۵ ه.خ) از نظامیان دوره قاجار و نماینده بجنورد در دوره سوم مجلس شورای ملی بود. 
یارمحمد خان تحصیلات خود را در مدرسه نظام دارالفنون به پایان رساند. در سال ۱۳۲۶ قمری (۱۲۸۷ خورشیدی) رئیس قوای آذربایجان و سال بعد رئیس قشون خراسان شد. در دوره سوم مجلس شورای ملی از بجنورد به وکالت مجلس انتخاب شد.  مدتی حاکم گیلان بود و پس از کناره‌گیری از مشاغل دولتی، به یاری آباد ملک خود در قزوین رفت و در آنجا کشاورزی صنعتی آغاز کرد.

## خانواده
پدرش حسن خان سیف‌السلطنه آجودان‌باشی کل و سردارکل بود. یارمحمدخان با دختر عبدالوهاب خان نظام‌الملک از نوادگان میرزا آقاخان نوری ازدواج کرد و صاحب چند فرزند شد، از جمله سرهنگ عبدالحسین افشار و پرویز یارافشار (۱۲۸۴–۱۳۷۹). پرویز بعدها نام خانوادگی خود را از افشار را به یارافشار تغییر داد و با خواهرزاده فضل‌الله زاهدی ازدواج کرد و مدت‌ها رئیس دفتر زاهدی بود. 